# Abraxas wehrlii
Abraxas wehrlii là một loài bướm đêm trong họ Geometridae.